# The Park (Mumbai)
The Park est un ensemble de cinq gratte-ciel résidentiels en construction à Mumbai en Inde. Ils s'élèveront à 268 mètres. 